# Sphenomorphus tersus
Sphenomorphus tersus — вид сцинкоподібних ящірок родини сцинкових (Scincidae). Мешкає в Таїланді і Малайзії.

## Поширення і екологія
Sphenomorphus tersus мешкають на перешийку Кра. Вони живуть у вологих рівнинних тропічних лісах, серед опалого листя, поблизу струмків, на висоті до 200 м над рівнем моря.